# Moderne r&b
Moderne r&b (ook bekend als de hedendaagse r&b) is een muziekgenre, dat bestaat uit een combinatie van de muzikale elementen van soul, funk en hiphop. Het genre is afgeleid van de traditionele rhythm-and-blues, dat zich meer richt op jazz, gospel en blues. Moderne r&b kwam op na het discotijdperk van de jaren 80.
Moderne r&b heeft een typerende productiestijl, waarbij voornamelijk drumcomputers prominent zijn, die vaak worden aangevuld met akoestische gitaren en blaasinstrumenten. Het vocale arrangement heeft meestal een soepele, weelderige stijl. Elektronische invloeden zijn de laatste jaren in opkomst, evenals het gebruik van hiphop- of dancebeats.
Moderne r&b-vocalisten zijn vaak bekend door veelvoudig gebruik van melisme, gepopulariseerd door artiesten als Michael Jackson, Stevie Wonder, Whitney Houston en Mariah Carey.

## Geschiedenis en ontwikkeling

### Jaren 80: opkomst
Naarmate het discotijdperk zijn einde naderde, begon een nieuwe generatie muziekproducenten met de implementatie van synthesizers en drumcomputer-beats aan Afro-Amerikaanse muziek. Michael Jackson en Prince behoorden tot de eerste post-discomuzikanten die overstaken naar het nieuwe mainstreampubliek. In z'n opkomstjaren was het genre enorm pop-georiënteerd. Opmerkelijke artiesten uit deze begintijd zijn Luther Vandross, The S.O.S. Band, Mtume, Freddie Jackson, DeBarge, Lisa Lisa & Cult Jam, Loose Ends en Stephanie Mills.
Tina Turner maakte haar comeback tijdens de tweede helft van de jaren 80, terwijl Whitney Houston en Janet Jackson hun carrière bergopwaarts zagen gaan. Deze drie vrouwen hebben een grote bijdrage geleverd aan de moderne r&b. Volgens Richard J. Ripani heeft vooral het derde studioalbum van Janet Jackson, Control (1986), een grote bijdrage geleverd aan de ontwikkeling van het muziekgenre, vooral op ritmisch gebied. De muziekproducenten van het album, Jimmy Jam & Terry Lewis, "vervaardigden een nieuw geluid, dat ontstond door een sensibele combinatie van funk en disco, in samenwerking met het gebruik van synthesizers, percussie, geluidseffecten en rap".
Ripani verklaarde dat het succes van Control leidde tot de implementatie van rap in de stilistische kenmerken van het genre. In dezelfde periode begon Teddy Riley met de productie van talloze moderne r&b-nummers, waarin hij deze vernieuwde stijl verwerkte. De combinatie van moderne r&b en hiphop-invloeden werd new jack swing genoemd, en werd toegepast op artiesten als Bobby Brown, Keith Sweat, Guy, Jodeci en Bell Biv DeVoe.

### Jaren 90: popularisering
Vanaf de jaren 90 kwam de ontwikkeling van moderne r&b in een stroomversnelling. Mede dankzij een reeks succesvolle labeleigenaars, waaronder Sean Combs (Diddy), ontwikkelden subgenres zich snel. Combs begon zich veel op East Coast-hiphop te richten, waardoor hij het hiphop-soul-genre ontwikkelde; een genre dat afstamt van new jack swing, maar zich onderscheidt door zijn ruigere geluid en het veelvuldig gebruik van samples. Deze stijl werd minder populair aan het eind van de jaren 90, maar kende daarna weer een opleving.
Tijdens het midden van de jaren 90 waren het artiesten als Michael Jackson, R. Kelly, Janet Jackson, Mariah Carey, Aaliyah, TLC en Boyz II Men die ervoor zorgden dat moderne r&b mainstream werd. Janet Jacksons vijfde album, Janet, bijvoorbeeld, verkocht wereldwijd 20 miljoen stuks. Verder hadden Mariah Carey, Boyz II Men en TLC verscheidene nummer 1-hits en -albums. Tegen het einde van de jaren 90 kwam het muziekgenre neo-soul in opkomst. In neo-soul combineert men de soul-invloeden met hiphop. Enkele opmerkelijke artiesten van dit genre, zijn D'Angelo, Erykah Badu, Lauryn Hill en Maxwell.
Vanaf 2000 vaagden de groepsprojecten een beetje weg uit het genre. Solocarrières hadden vooral de overhand, wat tot op heden nog steeds het geval is. De onderstaande opsomming geeft een overzicht van een selectie van de prominente moderne r&b-artiesten van tegenwoordig.
- Chris Brown
- Rihanna
- Ne-Yo
- Trey Songz
- Keri Hilson

Usher is een prominente moderne r&b-artiest

Sommige artiesten hebben de traditionele rhythm-and-blues gecombineerd met elementen uit het moderne r&b-genre, waaronder pop, poprock, dance-pop en electropop. Artiesten die deze stap gemaakt hebben zijn onder meer:
- Christina Aguilera
- Chris Brown
- Rihanna
- Nelly Furtado
- JoJo
- Ashanti
- Anastacia
- P!nk
- Fergie
- Timbaland
- Justin Timberlake